# The Humans
The Humans é um filme de drama e suspense psicológico estadunidense de 2021 escrito e dirigido por Stephen Karam  e baseado em sua peça de mesmo nome. É estrelado por Richard Jenkins, Jayne Houdyshell, Amy Schumer, Beanie Feldstein, Steven Yeun e June Squibb. Teve sua estreia mundial no Festival Internacional de Cinema de Toronto.
Foi lançado pela A24 em 24 de novembro de 2021, tanto nos cinemas quanto no Showtime.

## Elenco
- Beanie Feldstein como Brigid Blake
- Richard Jenkins como Erik Blake
- Jayne Houdyshell como Deirdre Blake
- Amy Schumer como Aimee Blake
- Steven Yeun como Richard
- June Squibb como Momo

## Recepção
No Rotten Tomatoes, 93% de 107 avaliações foram positivas, com uma nota média de 7,4/10. O consenso crítico do site diz: "The Humans leva seu material de origem vencedor do Tony do teatro ao cinema sem sacrificar a essência do drama disfuncional do escritor-diretor Stephen Karam". O Metacritic atribuiu ao filme uma pontuação média ponderada de 77 em 100 com base em 32 resenhas, indicando "críticas geralmente favoráveis".